# Berberentulus capensis
Berberentulus capensis är en urinsektsart som först beskrevs av Womersley 1931.  Berberentulus capensis ingår i släktet Berberentulus och familjen lönntrevfotingar. Inga underarter finns listade.